# رومان أوفتشنكوف
رومان أوفتشنكوف (بالروسية: Овчинников, Роман Константинович)‏ هو لاعب كرة قدم روسي في مركز الهجوم، ولد في 5 فبراير 1987 في سانت بطرسبرغ في روسيا. لعب مع باتي بوريسوف وزينيت سانت بطرسبرغ.